# Hydraena perlonga
Hydraena perlonga är en skalbaggsart som beskrevs av Balfour-browne 1950. Hydraena perlonga ingår i släktet Hydraena och familjen vattenbrynsbaggar. Inga underarter finns listade i Catalogue of Life.